# Octopodotus stupendus
Octopodotus stupendus är en svampart som beskrevs av Kohlm. & Volkm.-Kohlm. 2003. Octopodotus stupendus ingår i släktet Octopodotus, divisionen sporsäcksvampar och riket svampar.   Inga underarter finns listade i Catalogue of Life.